# ブライアン・バラード
ブライアン・D・バラード（Brian D. Ballard）は、アメリカ合衆国のロビイスト。ロビー活動会社バラード・パートナーズの創設者および代表を務める。共和党との関係が深く、特にドナルド・トランプ大統領（第45代、第47代）との関係で知られている。

## 経歴
バラードはフロリダ大学で経営学士号および法務博士号を取得した。1980年代後半、フロリダ州知事ボブ・マルティネスの下で官房長官（Chief of Staff）を務めるなど、フロリダ州政界において早期に影響力を築いた。
1998年、タラハシーにてロビー会社バラード・パートナーズを設立。以降、同社はフロリダ州最大手のロビー企業の一つとなり、のちにワシントンD.C.をはじめ、国外にも拠点を展開している。

## トランプ・オーガナイゼーションとの関係
バラードは、複数の時期にわたってトランプ・オーガナイゼーションの代理人を務めていたと報じられている。彼はフロリダ州内における同社の不動産プロジェクトに関して、州および地方政府との調整や許認可取得などを支援していた。とくにトランプ・ナショナル・ドラル・マイアミなどの施設開発と運営支援に関与し、州および地方政府との関係構築を支援したとされている。
この関係は、バラードが1980年代後半にドナルド・トランプの著書『Trump: The Art of the Deal』を読み、感銘を受けて手紙を送ったことがきっかけで始まったとされる。この経緯を通じてトランプとの個人的関係が形成され、後年の政界進出時にも影響を与えた。

## 政治活動とトランプ政権との関係
バラードは2008年のジョン・マケイン、2012年のミット・ロムニー、2016年のドナルド・トランプ各大統領選挙において、フロリダ州の資金調達委員長を務めた。トランプ政権発足後は、大統領就任式委員会の副委員長や政権移行チームの財務委員としても活動し、ホワイトハウスとの関係を強化した。
2017年にはバラード・パートナーズのワシントンD.C.オフィスを開設し、連邦政府とのロビー活動を本格化させた。クライアントにはAmazon、Google、TikTok、Ripple Labs、NFL（全米フットボールリーグ）などが含まれている。
また、2024年の選挙においても、バラードはドナルド・トランプの選挙活動において主要な資金調達者として活動し、関連する政治行動委員会（PAC）に対して5,000万ドル以上の資金を集めた。また、Trump 47 Committeeに対しても25万ドルの寄付を行った。
バラードの事務所でロビイストとして勤務していた人物のうち、複数がトランプ政権で高官を務めている。2025年時点では、パム・ボンディが司法長官、スージー・ワイルズがホワイトハウス首席補佐官、トレント・モースが人事副局長を務めている。また、同社がフロリダ州に拠点を置いていることから、同州出身の政権関係者とのつながりも強く、マルコ・ルビオ国務長官などとも関係があるとされる。

## 2025年の報道
2025年3月、ドナルド・トランプ大統領がTruth Social上で「Crypto Strategic Reserve」に関する投稿を行ったことが報じられた。Politicoによれば、この投稿はバラード・パートナーズの社員によって草案が準備され、フロリダ州での資金調達イベントにおいてトランプに提示されたとされる。
この件を受け、バラードがホワイトハウスから「事実上排除された」とする報道がなされたが、バラード本人はその事実を否定し、「当社が成功してきたことへの嫉妬に基づく匿名の中傷」との声明を出している。また、Politicoは、彼が依然としてトランプ政権の資金集めイベントに招待されており、政権高官との電話会議やクライアントの面会が継続されていることを報じており、事実誤認であることが確認されている。
2025年1月17日、日本の総合PR会社である共同ピーアールの会長より表敬訪問を受けている。その後、同月20日に開催されたトランプ大統領就任式には、同社スタッフを招聘した。この訪問に先立って同社とは、2024年8月より戦略的パートナーシップ契約を締結している 。

## 私生活
バラードは妻のキャスリンとともに、フロリダ州立大学に建物（評価額110万ドル相当）を寄贈しており、同大学のジム・モラン起業家精神学校（Jim Moran College of Entrepreneurship）の支援者でもある。